# 快速旅行
快速旅行（英語：Fast travel）或传送（英語：Teleportation）是一种在开放世界类电子游戏中使用的机制，允许玩家角色在不必实时穿越这段距离的情况下，瞬间在之前发现的位置（传送点或快速旅行点）之间进行旅行。它是一种特定用于穿越游戏世界而不是关卡内部的瞬间传送。有些游戏在快速旅行过程中，游戏内的时间会流逝；但更多情况下，游戏只会暗示玩家在进行旅行，或是玩家通过魔法或技术手段进行传送。虽然快速旅行常被视为给玩家提供便利的手段，但批评称其减弱了游戏设计的效果，因为一些游戏世界或任务设计在整合快速旅行时会牺牲深度、难忘程度或现实感。

## 特点
玩家通常可在游戏内的菜单中访问地图或物体（例如车辆或存档点）来执行快速旅行。随后玩家会立即从一个位置传送到另一个位置，有时游戏内时间会适当流逝，就好像他们直接到达目的地一样。某些游戏可以进行的快速旅行次数有限制，通常要求每次使用一种可购买的物品，其他游戏则允许无限次快速旅行而无需耗费物资。例如，《原神》允许无限次快速旅行到地图上的任何解锁的传送锚点，但需要使用可消耗的“口袋锚点”才能更具体地快速旅行到其他任何地方，持续七天。
马匹和汽车通常用作快速旅行的替代品，可以实现更快速但并非瞬间的移动。

## 反响
GameCrate称快速旅行是一种“巨大的便利”，使游戏“吸引大众”，并帮助那些“时间紧迫”的玩家，但建议希望获得更好的体验的玩家不要使用它。Rock, Paper, Shotgun的布伦丹·考德威尔（Brendan Caldwell）在表达对快速旅行的不喜之情时更进一步表示，他在下载了一个可以关闭快速旅行的模组后更加享受《上古卷轴V：天际》。他认为快速旅行消除了距离的真实感，并列举了《黑暗灵魂》这款以行走为设计基础的游戏，称其更能唤起旅程的概念和情感。虽然他也列出了相反的论点，即如果玩家被迫手动步行到达目的地，则会感到非常无聊，但他指出这将迫使游戏设计师创造一个有趣的世界供玩家探索。Game Rant认为充满刺激的游戏世界可减少玩家进行快速旅行的欲望，但改进快速旅行机制十分棘手，因为设计师既需要增添游戏内容使世界更加身临其境，也要避免大量的随机遭遇导致喜欢精简故事而非四处漫游的玩家感到不满。
Kotaku的帕特里夏·埃尔南德斯（Patricia Hernandez）表示，在没有使用快速旅行的情况下，她玩《辐射4》的体验被“彻底改变”了，使她经历了“《辐射4》中过的最令人惊奇的体验”。也建议在《塞尔达传说 荒野之息》中减少使用快速旅行。GamingBolt的Shubhankar Parijat认为在《蜘蛛侠》、《蜘蛛侠：迈尔斯·莫拉雷斯》、《极限竞速 地平线》等穿梭机制有趣的游戏中，玩家经常不会使用快速旅行机制；而在《侠盗猎车手V》和《荒野大镖客：救赎2》中穿梭机制不是重点，却拥有“有史以来最复杂、最愚蠢的快速旅行机制”。
My.Games首席关卡策划瓦西里·斯科别列夫指出，快速旅行机制在关卡设计中十分重要，因其总是游戏中访问量最大的区域。他将快速旅行点分为三种：
- 灵活的：游戏中玩家可以随时随地走到的快速旅行点，在《塞尔达传说 王国之泪》、《辐射4》、《星球大战 绝地：幸存者》等游戏中使用；
- 固定的：玩家需要访问固定的地方才可使用的快速传送点，在《巫师3》、《赛博朋克2077》等游戏中使用；
- 付费的：需要玩家消费资源的快速旅行点，在《荒野大镖客：救赎2》和《地平线 西之绝境》等游戏中使用。

其中“灵活的”快速旅行点能让玩家自由且全面地控制其旅行；“固定的”快速旅行点会在周围形成几乎放射状的探索节奏，在设计时需要确保玩家在返回途中面临的内容的变化；“付费的”快速旅行点则需谨慎使用，因其会降低自由感、导致玩法的重复。